# یوری ووینوف
یوری ووینوف (اوکراینی: Юрій Миколайович Войнов؛ ۲۹ نوامبر ۱۹۳۱ – ۲۲ آوریل ۲۰۰۳) بازیکن و مربی فوتبال اهل اتحاد جماهیر شوروی سوسیالیستی  و اوکراین بود.
وی همچنین برندهٔ جوایزی همچون نشان برجسته افتخار شده‌است.
از باشگاه‌هایی که در آن بازی کرده‌است می‌توان به باشگاه فوتبال زنیت سن پترزبورگ و باشگاه فوتبال دینامو کی‌یف اشاره کرد.
وی همچنین در تیم‌های ملی فوتبال شوروی و اوکراین بازی کرده‌است.